# Liste des membres du conseil économique, social, environnemental, de la culture et de l'éducation de Martinique
La liste des membres du conseil économique, social, environnemental, de la culture et de l’éducation de Martinique (CESECEM) détaille l’ensemble des personnalités désignées au sein de l’assemblée consultative de la collectivité territoriale de Martinique depuis 2018.
Nommée pendant l’hiver 2017-2018 par arrêtés préfectoraux du représentant de l’État dans la Martinique, l’actuelle mandature siège à compter du 15 mars 2018.

## Histoire
Le statut de membre du conseil économique, social, environnemental, de la culture et de l’éducation de Martinique est créé dans le cadre de la loi du 27 juillet 2011 relative aux collectivités territoriales de Guyane et de Martinique.
Il succède à la fonction de membre du conseil économique, social et environnemental régional (CESER), et, à celle de membre du conseil de la culture, de l’éducation et de l’environnement (CCEE), rapprochées en une seule et même fonction au 1er janvier 2018. Les conseils étaient les deux organes consultatifs du conseil régional (1983-2015) puis de l’assemblée (2016-2017).
Monocaméral depuis sa création, le conseil économique, social, environnemental, de la culture et de l’éducation de Martinique (CESECEM) conserve néanmoins deux « chambres internes », appelées les « sections », qui reprennent en partie les caractéristiques du CESER (section économique, sociale et environnementale) et du CCEE (section de la culture, de l’éducation et des sports).
Le mandat accordé à chaque membre a été fixé à 6 ans.

## Mandature actuelle
Les organismes représentés au CESECEM sont fixés par un arrêté du préfet de la Martinique du 15 décembre 2017. Face à la vacance du siège de représentant des offices municipaux d’actions culturelles, la composition du conseil est amendée par arrêté préfectoral du 22 novembre 2018, après sollicitation de la Société des auteurs, compositeurs et éditeurs de musique dont le représentant doit intégrer la section de la culture, de l’éducation et des sports.
Après désignations par les organismes représentés, les membres du CESECEM sont approuvés par arrêté préfectoral du 29 décembre 2017, et par arrêtés complémentaires des 26 février et 8 mars 2018,. Les représentants des collèges préfectoraux sont pleinement nommés par arrêté préfectoral du 26 février 2018.
Après les démissions d’André-Érick Eugénie et de Léandre Guillaume, et le décès de Germain Soumbo, de nouveaux représentants sont approuvés par arrêté préfectoral du 12 décembre 2018. Le 18 janvier 2019, Michel Toula et Leïla Hamitouche sont remplacés par deux nouveaux représentants.

### Section économique, sociale et environnementale
| Collège | Organisme ou secteur représenté                                                                  | Membre                        | Qualité |
| --- | ------------------------------------------------------------------------------------------------ | ----------------------------- | --- |
| Entreprises et activités professionnelles non salariées (1er)                                                                       | Chambre de commerce et d’industrie de la Martinique (CCIM)                                       | Philippe Jock                 | Président de la CCIM (depuis 2016)                                                                                        |
| Entreprises et activités professionnelles non salariées (1er)                                                                       | Chambre de métiers et de l’artisanat de la Martinique (CMAM)                                     | Henri Salomon                 | Président de la CNAM (depuis 2016)                                                                                        |
| Entreprises et activités professionnelles non salariées (1er)                                                                       | Chambre d’agriculture de la Martinique (CA)                                                      | Louis-Daniel Bertome          | Président de la CA de la Martinique (depuis 2007)                                                                         |
| Entreprises et activités professionnelles non salariées (1er)                                                                       | Mouvement des entreprises de France (Medef)                                                      | Patrick Lecurieux-Durival     | Président du Medef de la Martinique (2005-2009) Délégué général du Medef de la Martinique (depuis 2016)                   |
| Entreprises et activités professionnelles non salariées (1er)                                                                       | Confédération des petites et moyennes entreprises (CPME)                                         | Céline Rose                   | Présidente de la CGPME puis de la CPME de la Martinique (depuis 2015)                                                     |
| Entreprises et activités professionnelles non salariées (1er)                                                                       | Secteur bancaire                                                                                 | Alex Rosette                  | Président du conseil d’administration de la caisse régionale de Martinique-Guyane du Crédit agricole mutuel (depuis 2018) |
| Entreprises et activités professionnelles non salariées (1er)                                                                       | Association martiniquaise pour la promotion de l’industrie (AMPI)                                | Hervé Toussay                 | Président de l’AMPI (2014-2018),                                                                                          |
| Entreprises et activités professionnelles non salariées (1er)                                                                       | Secteur de la production agricole                                                                | Nicolas Marraud des Grottes   | Président de Banamart (depuis 2009)                                                                                       |
| Entreprises et activités professionnelles non salariées (1er)                                                                       | Secteur touristique                                                                              | Véronique Bidault des Chaumes | Présidente générale de l’UMIH 972 (depuis 2013)                                                                           |
| Entreprises et activités professionnelles non salariées (1er)                                                                       | Secteur syndical agricole                                                                        | Ulysse Mudard                 | Président de la FDSEA 972 (depuis 2015)                                                                                   |
| Entreprises et activités professionnelles non salariées (1er)                                                                       | Secteur syndical agricole                                                                        | Louis-Bernard Dupros          | Président des JA 972 (depuis 2014)                                                                                        |
| Entreprises et activités professionnelles non salariées (1er)                                                                       | Secteur du bâtiment et des travaux publics                                                       | Christian Louis-Joseph        | Secrétaire général du SEBTPAM (depuis 2009)                                                                               |
| Entreprises et activités professionnelles non salariées (1er)                                                                       | Comité régional des pêches maritimes et des élevages marins (CRPEM)                              | Olivier Marie-Reine           | Président du CRPEM (depuis 2007)                                                                                          |
| Entreprises et activités professionnelles non salariées (1er)                                                                       | Secteur des professions réglementées                                                             | Marc-Emmanuel Paquet          | Président du conseil régional de la Martinique de l’Ordre des experts-comptables (2001-2004)                              |
| Entreprises et activités professionnelles non salariées (1er)                                                                       | Secteur des micro et petites entreprises                                                         | Alex Orosemane                | Représentant de l’U2P |
| Organisations syndicales de salariés et de la fonction publique représentative au niveau de la Martinique (2e)                      | Confédération générale du travail de la Martinique (CGTM)                                        | Agnès Adolphe                 | Représentants de la CGTM                                                                                                  |
| Organisations syndicales de salariés et de la fonction publique représentative au niveau de la Martinique (2e)                      | Confédération générale du travail de la Martinique (CGTM)                                        | Marie-Louise Pamphile         | Représentants de la CGTM                                                                                                  |
| Organisations syndicales de salariés et de la fonction publique représentative au niveau de la Martinique (2e)                      | Confédération générale du travail de la Martinique (CGTM)                                        | Marie-Hélène Surrely          | Représentants de la CGTM                                                                                                  |
| Organisations syndicales de salariés et de la fonction publique représentative au niveau de la Martinique (2e)                      | Confédération générale du travail de la Martinique (CGTM)                                        | Jean-Joël Lamain              | Représentants de la CGTM                                                                                                  |
| Organisations syndicales de salariés et de la fonction publique représentative au niveau de la Martinique (2e)                      | Confédération générale du travail de la Martinique (CGTM)                                        | Alain Hierso                  | Représentants de la CGTM                                                                                                  |
| Organisations syndicales de salariés et de la fonction publique représentative au niveau de la Martinique (2e)                      | Confédération générale du travail de la Martinique (CGTM)                                        | Gabriel Jean-Marie            | Représentants de la CGTM                                                                                                  |
| Organisations syndicales de salariés et de la fonction publique représentative au niveau de la Martinique (2e)                      | Confédération générale du travail de la Martinique-Fédération syndicale martiniquaise (CGTM-FSM) | Robert Cayol                  | Représentant de la CGTM-FSM                                                                                               |
| Organisations syndicales de salariés et de la fonction publique représentative au niveau de la Martinique (2e)                      | Centrale démocratique martiniquaise du travail (CDMT)                                            | Philippe Pierre-Charles       | Secrétaire général de la CDMT                                                                                             |
| Organisations syndicales de salariés et de la fonction publique représentative au niveau de la Martinique (2e)                      | Centrale syndicale des travailleurs martiniquais (CSTM)                                          | Bertrand Cambusy              | Secrétaire général de la CSTM                                                                                             |
| Organisations syndicales de salariés et de la fonction publique représentative au niveau de la Martinique (2e)                      | Confédération française démocratique du travail (CFDT)                                           | Éric Picot                    | Secrétaire général de l’UIRM-CFDT                                                                                         |
| Organisations syndicales de salariés et de la fonction publique représentative au niveau de la Martinique (2e)                      | Union départementale de la Confédération générale du travail-Force ouvrière (CGT-FO)             | Éric Bellemare                | Secrétaire général de la CGT-FO                                                                                           |
| Organisations syndicales de salariés et de la fonction publique représentative au niveau de la Martinique (2e)                      | Union départementale de la Confédération générale du travail-Force ouvrière (CGT-FO)             | Valérie Caput                 | Représentants de la CGT-FO                                                                                                |
| Organisations syndicales de salariés et de la fonction publique représentative au niveau de la Martinique (2e)                      | Union départementale de la Confédération générale du travail-Force ouvrière (CGT-FO)             | Mahamadou Diallo              | Représentants de la CGT-FO                                                                                                |
| Organisations syndicales de salariés et de la fonction publique représentative au niveau de la Martinique (2e)                      | Union nationale des syndicats autonomes (Unsa)                                                   | Marc Adaine                   | Secrétaire général de l’Unsa de la Martinique (depuis 2010)                                                               |
| Organisations syndicales de salariés et de la fonction publique représentative au niveau de la Martinique (2e)                      | Solidaires                                                                                       | Géraldine Amory               | Représentante de Solidaires                                                                                               |
| Organismes participant à la vie collective en matière économique et sociale (3e)                                                    | Secteur des associations familiales                                                              | Denise Désormeaux             | Directrice de la MDPH 972                                                                                                 |
| Organismes participant à la vie collective en matière économique et sociale (3e)                                                    | Union des femmes de la Martinique (UFM)                                                          | Rita Bonheur                  | Présidente de l’UFM (depuis 2009)                                                                                         |
| Organismes participant à la vie collective en matière économique et sociale (3e)                                                    | Secteur du logement social                                                                       | Alain Mounouchy               | Directeur général de la Simar                                                                                             |
| Organismes participant à la vie collective en matière économique et sociale (3e)                                                    | Secteur des associations de consommateurs                                                        | Denise Marie                  | Présidente de l’ADCM |
| Organismes participant à la vie collective en matière économique et sociale (3e)                                                    | Secteur des associations de la protection de l’enfance                                           | Daniel Bardet                 | Président de La Ruche |
| Organismes participant à la vie collective en matière économique et sociale (3e)                                                    | Secteur de la Sécurité sociale                                                                   | Éliane Chalono                | Présidente de la CGSS de la Martinique (depuis 2017)                                                                      |
| Organismes participant à la vie collective en matière économique et sociale (3e)                                                    | Secteur des mutuelles                                                                            | Marius Mâ                     | |
| Organismes participant à la qualité de l’environnement, au développement durable et solidaire et à l’animation du cadre de vie (4e) | Agence départementale pour l’information sur le logement de la Martinique (Adil)                 | Gilles Belmo                  | Directeur de l’Adil de la Martinique (depuis 2016)                                                                        |
| Organismes participant à la qualité de l’environnement, au développement durable et solidaire et à l’animation du cadre de vie (4e) | Parc naturel régional de la Martinique (PNRM)                                                    | Gustave Cantinol              | Représentant du PNRM |
| Organismes participant à la qualité de l’environnement, au développement durable et solidaire et à l’animation du cadre de vie (4e) | Secteur des acteurs de l’urbanisme                                                               | Joëlle Taïlame                | Directrice de l’Aduam |
| Organismes participant à la qualité de l’environnement, au développement durable et solidaire et à l’animation du cadre de vie (4e) | Secteur des acteurs de l’urbanisme                                                               | Symphor Maizeroi              | 1er vice-présidente du CAUE de la Martinique (depuis 2016)                                                                |
| Organismes participant à la qualité de l’environnement, au développement durable et solidaire et à l’animation du cadre de vie (4e) | Secteur des associations de sauvegarde du patrimoine et de la nature                             | Katharina Blum                | Présidente de l’APNE |
| Organismes participant à la qualité de l’environnement, au développement durable et solidaire et à l’animation du cadre de vie (4e) | Secteur des associations de sauvegarde du patrimoine et de la nature                             | Stéphane Jérémie              | Président de la Sépanmar                                                                                                  |
| Organismes participant à la qualité de l’environnement, au développement durable et solidaire et à l’animation du cadre de vie (4e) | Université populaire et de la prévention (UPP)                                                   | Albéric-Ambroise Marcelin     | Présidente l’UPP |
| Collège préfectoral (5e) | Personnalité choisie par le préfet                                                               | Pascal Saffache               | Professeur géographe des universités Président de l’université des Antilles et de la Guyane (2009-2012)                   |

### Section de la culture, de l’éducation et des sports
| Collège                                                                                            | Organisme ou secteur représenté                                        | Membre                  | Qualité                                                                                       |
| -------------------------------------------------------------------------------------------------- | ---------------------------------------------------------------------- | ----------------------- | --------------------------------------------------------------------------------------------- |
| Organismes participant à la vie culturelle et médiatique (1er)                                     | Tropiques Atrium Scène nationale                                       | Raphaëlla Bé-Grosmangin | Membre du conseil d’administration de Tropiques Atrium                                        |
| Organismes participant à la vie culturelle et médiatique (1er)                                     | Secteur des musées                                                     | Laurent Ursulet         | Responsable du MDAP                                                                           |
| Organismes participant à la vie culturelle et médiatique (1er)                                     | Club de la presse de la Martinique                                     | Claude Bourgrainville   |                                                                                               |
| Organismes participant à la vie culturelle et médiatique (1er)                                     | Organisation martiniquaise des arts et de la culture (OMDAC)           | Yves-Marie Séraline     | Président de l’OMDAC                                                                          |
| Organismes participant à la vie culturelle et médiatique (1er)                                     | Société des auteurs, compositeurs et éditeurs de musique (Sacem)       |                         |                                                                                               |
| Organismes participant à la vie culturelle et médiatique (1er)                                     | Délégation régionale de la Martinique de la Fondation du patrimoine    | Philippe Villard        | Délégué régional de la Fondation du patrimoine                                                |
| Organismes participant à la vie culturelle et médiatique (1er)                                     | Secteur des langues régionales                                         | Raphaël Confiant        | Directeur du CRILLASH                                                                         |
| Organismes participant à la vie éducative, à l’enseignement, à la recherche et à l’innovation (2e) | Université des Antilles (UA)                                           | Philippe Joseph         | Vice-président délégué à l’Innovation pédagogique de l’UA (depuis 2017)                       |
| Organismes participant à la vie éducative, à l’enseignement, à la recherche et à l’innovation (2e) | Secteur de la recherche                                                | Marie-France Duval      | Directrice du CAEC                                                                            |
| Organismes participant à la vie éducative, à l’enseignement, à la recherche et à l’innovation (2e) | Secteur de la recherche                                                | Daniel Justin           | Directeur du Laboratoire caribéen de sciences sociales                                        |
| Organismes participant à la vie éducative, à l’enseignement, à la recherche et à l’innovation (2e) | Secteur des associations de parents d’élèves                           | Claude Nicole           | Président de l’Upem                                                                           |
| Organismes participant à la vie éducative, à l’enseignement, à la recherche et à l’innovation (2e) | Secteur des associations de parents d’élèves                           | Claude Bertrac          | Secrétaire général de la FCPE (depuis 2016)                                                   |
| Organismes participant à la vie éducative, à l’enseignement, à la recherche et à l’innovation (2e) | Secteur des sciences de la Terre                                       | Valérie Clouard         | Directrice de l’OVSM                                                                          |
| Organismes participant à la vie éducative, à l’enseignement, à la recherche et à l’innovation (2e) | Secteur des associations éducatives                                    | Marc Alexandrine        | Membre de l’Union française des œuvres laïques d’éducation physique                           |
| Organismes participant à la vie formation professionnelle et à l’apprentissage (3e)                | Secteur de l’apprentissage                                             | Félix Happio            | Électricien 2e secrétaire adjoint de la chambre de métiers et de l’artisanat de la Martinique |
| Organismes participant à la vie formation professionnelle et à l’apprentissage (3e)                | Secteur des organismes collecteurs                                     | Myriane Joly            | Présidente du conseil paritaire régional d’Opcalia (depuis 2015)                              |
| Organismes participant à la vie formation professionnelle et à l’apprentissage (3e)                | Association martiniquaise de l’éducation populaire (Amep)              | Claude Toussay          |                                                                                               |
| Organismes participant à la vie formation professionnelle et à l’apprentissage (3e)                | Institut martiniquais de formation professionnelle des adultes (IMFPA) | Claudine Jean-Théodore  |                                                                                               |
| Organismes participant à la vie sportive (4e)                                                      | Comité régional olympique et sportif de la Martinique (Crosma)         | Alex Voyer              | Secrétaire général du Crosma                                                                  |
| Organismes participant à la vie sportive (4e)                                                      | Union française des œuvres laïques d’éducation physique (Ufolep)       | Xavier Octavie          | Président de l’Ufolep                                                                         |
| Organismes participant à la vie sportive (4e)                                                      | Union nationale du sport scolaire (UNSS)                               | Nicole Sylvestre        | Directrice du service régionale de l’UNSS                                                     |
| Organismes participant à la vie sportive (4e)                                                      | Comité régional handisport de la Martinique (CRHM)                     | Jean-Claude Bussy       | Président du CRHM                                                                             |
| Collège préfectoral (5e)                                                                           | Personnalité choisie par le préfet                                     | Josette Augustin        | Déléguée régionale aux Droits des femmes et à l’Égalité (2002-2018)                           |

### Anciens membres
| Section                                     | Collège | Organisme ou secteur représenté   | Période                        | Membre              | Qualité |
| ------------------------------------------- | ------- | --------------------------------- | ------------------------------ | ------------------- | --- |
| Économique, sociale et environnementale     | 1er     | Secteur de la production agricole | 15 mars — 6 juin 2018          | André-Érick Eugénie | Président du conseil d’administration de la caisse régionale de Martinique-Guyane du Crédit agricole mutuel (2017-2018) |
| Économique, sociale et environnementale     | 2e      | CGTM                              | 15 mars — 5 septembre 2018     | Léandre Guillaume   | Représentant de la CGTM                                                                                                 |
| Économique, sociale et environnementale     | 2e      | Solidaires                        | 15 mars 2018 — 18 janvier 2019 | Michel Toula        | Représentant de Solidaires                                                                                              |
| De la culture, de l’éducation et des sports | 1er     | Club de la presse                 | 15 mars 2018 — 18 janvier 2019 | Leïla Hamitouche    | Représentante du club de la presse de la Martinique                                                                     |
| De la culture, de l’éducation et des sports | 4e      | Crosma                            | 15 mars — 13 juillet 2018      | Germain Soumbo      | Président du Crosma |